# Burstwick with Skeckling
Burstwick with Skeckling var en civil parish från 1866 till 1935 då den blev en del av Burstwick och Preston, i grevskapet East Riding of Yorkshire, i England. Civil parish var belägen 12 km från Kingston upon Hull och hade 527 invånare år 1931.